# Schmalbachtal nordwestlich von Tailfingen
Schmalbachtal nordwestlich von Tailfingen ist ein Landschaftsschutzgebiet (Schutzgebietsnummer 1.15.061) im Landkreis Böblingen. 

## Lage und Beschreibung
Das Schutzgebiet entstand durch Sammelverordnung des Landratsamts Böblingen vom 10. Oktober 1974, die mehrere Schutzgebiete umfasste. Mit dem Inkrafttreten dieser Verordnung trat die Verordnung des Landratsamts Böblingen vom 30. Dezember 1959 über den Schutz von Landschaftsteilen im Kreisgebiet außer Kraft.
Das Landschaftsschutzgebiet liegt nördlich und nordwestlich des Gäufeldener Teilorts Tailfingen. Es gehört zum Naturraum 122-Obere Gäue innerhalb der naturräumlichen Haupteinheit 12-Neckar- und Tauber-Gäuplatten und hat keine Verbindung oder Überschneidung mit anderen Schutzgebieten.

## Schutzzweck
Wesentlicher Schutzzweck ist die Erhaltung der landschaftsprägenden Wiesenlandschaft des Schmalbachtals. Diese charakteristischen Landschaftsteile sollen für die Erholungsnutzung gesichert werden, das Gebiet soll außerdem vor weiterer Zersiedlung geschützt werden.